# Dia (programa)
Dia es una aplicación informática de propósito general para la creación de diagramas, creada originalmente por  Alexander Larsson, y desarrollada como parte del proyecto GNOME . Está concebido de forma modular, con diferentes paquetes de formas para diferentes necesidades.
Dia está diseñado como un sustituto de la aplicación comercial Visio de Microsoft. Se puede utilizar para dibujar diferentes tipos de diagramas. Actualmente se incluyen diagramas entidad-relaciónes, diagramas UML, diagramas de flujo, diagramas de redes, diagramas de circuitos eléctricos, etc. Nuevas formas pueden ser fácilmente agregadas, dibujándolas con un subconjunto de SVG e incluyéndolas en un archivo XML. Gracias al paquete dia2code, es posible generar el esqueleto del código a escribir, si se utiliza con tal fin un UML.
El formato para leer y almacenar gráficos es XML (comprimido con gzip, para ahorrar espacio). Puede producir salida en los formatos EPS, SVG y PNG.

## Exportar
Dia puede exportar diagramas a varios formatos incluyendo los siguientes:
- EPS (Encapsulated PostScript)
- SVG (Scalable Vector Graphics)
- DXF (Autocad's Drawing Interchange Format)
- CGM (Computer Graphics Metafile definido por estándares ISO)
- WMF (Windows Meta File)
- PNG (Portable Network Graphics)
- JPEG (Joint Photographic Experts Group)
- VDX (Microsoft's XML para Visio Drawing)